# Gervais Batota
Gervais Batota (Brazzaville, 3 ottobre 1982) è un ex calciatore congolese (Repubblica del Congo), di ruolo centrocampista.

## Statistiche

### Cronologia presenze e reti in nazionale
| Cronologia completa delle presenze e delle reti in nazionale ― Rep. del Congo | Cronologia completa delle presenze e delle reti in nazionale ― Rep. del Congo | Cronologia completa delle presenze e delle reti in nazionale ― Rep. del Congo | Cronologia completa delle presenze e delle reti in nazionale ― Rep. del Congo | Cronologia completa delle presenze e delle reti in nazionale ― Rep. del Congo | Cronologia completa delle presenze e delle reti in nazionale ― Rep. del Congo | Cronologia completa delle presenze e delle reti in nazionale ― Rep. del Congo | Cronologia completa delle presenze e delle reti in nazionale ― Rep. del Congo |
| Data                                                                          | Città                                                                         | In casa                                                                       | Risultato                                                                     | Ospiti                                                                        | Competizione                                                                  | Reti                                                                          | Note                                                                          |
| ----------------------------------------------------------------------------- | ----------------------------------------------------------------------------- | ----------------------------------------------------------------------------- | ----------------------------------------------------------------------------- | ----------------------------------------------------------------------------- | ----------------------------------------------------------------------------- | ----------------------------------------------------------------------------- | ----------------------------------------------------------------------------- |
| 20-6-2004                                                                     | Brazzaville                                                                   | Rep. del Congo                                                                | 3 – 0                                                                         | Liberia                                                                       | Qual. Mondiali 2006                                                           | 1                                                                             | 46’                                                                           |
| 14-6-2008                                                                     | N'Djamena                                                                     | Ciad                                                                          | 2 – 1                                                                         | Rep. del Congo                                                                | Qual. Mondiali 2010                                                           | 1                                                                             | 73’                                                                           |
| Totale                                                                        |                                                                               | Presenze                                                                      | 10                                                                            |                                                                               | Reti                                                                          | 2                                                                             |                                                                               |